# Accrington Stanley
Accrington Stanley (offiziell: Accrington Stanley Football Club) – auch bekannt als The Stans, Stanley, The (Famous) Minnows und The Owd Reds – ist ein englischer Fußballverein aus Accrington, der seit der Saison 2023/24 in der EFL League Two, der vierthöchsten englischen Spielklasse, aktiv ist.

## Geschichte
Im Oktober 1968 wurde in der städtischen Bibliothek die Wiedergründung vollzogen, nachdem der gleichnamige Vorgängerklub 1966 aufgelöst worden war. Im August 1970 wurde eine neue Spielstätte, der Crown Ground (heute: Wham Stadium), eröffnet. 1995 wurde der Verein von Eric Whalley, einem örtlichen Geschäftsmann, übernommen und das Stadion in Fraser Eagle Stadium umbenannt. Seit 2009 trägt es wieder den alten Namen Crown Ground.
2003 wurde die Nationwide Conference, die höchste Spielklasse außerhalb des Ligasystems, erreicht. Dieser Höhenflug war vor allem dem Wechsel eines ehemaligen Starspielers von Accrington Stanley zu verdanken: Der FC Blackpool hatte 1997 beim Kauf Brett Ormerods vereinbart, dass beim nächsten Wechsel des Spielers Accrington ein Viertel der Ablösesumme erhält. Als dieser im Dezember 2001 zum FC Southampton ging, erhielt man über eine Viertelmillion Pfund.
In der Saison 2005/06 errang Accrington die Meisterschaft in der Nationwide Conference und schaffte somit den Aufstieg in die Football League.